# Arica (Gercüş)
Arıca (Aramees: Kafro Elayto, ܟܐܦܪܐ ܐܠܝܛܐ) is een dorp in het district Gercüş in de provincie Batman, Turkije. Het dorp ligt in de historische regio Tur Abdin en wordt bewoond door Koerden van de Kercoz-stam.

## Naam
De naam van het dorp is afgeleid van "kafr", wat "dorp" betekent in het Syrisch. De toevoeging "Elayto", wat "hoog" betekent, verwijst naar de hoge ligging van het dorp.

## Geschiedenis
In 1454 werd een grote groep mannen uit Kafro Elayto (het huidige Arıca) door verstikking om het leven gebracht door Turken van de clan van Hasan Beg, volgens het verslag van de priester Addai van Bsorino uit circa 1500.
Tijdens de Aramese Genocide in 1915 werd het dorp belegerd door Koerdische strijders onder leiding van Yusuf Agha. De Arameeërs barricadeerden zich in de kerk van Mor Ya’qub, maar verlieten deze na vijf dagen onder valse beloften van veiligheid, waarna hun leiders werden gedood en hun huizen werden vernietigd.
In 1914 woonden er 400 Arameeërs in het dorp. In 1960 telde het dorp 507 inwoners.

## Bezienswaardigheden
In het dorp bevinden zich de kerken van Mor Aho, Mor Dimet, Mor Ya’qub en Mor Barsaumo. De ruïnes van het Klooster van Mor Barsaumo liggen in de nabijheid van het dorp.

## Bekende personen
- Mor Julius Yeshu Cicek (1942–2005), Syrisch-orthodox aartsbisschop van Centraal-Europa
- Mehmet Şimşek (geb. 1967), Turks politicus